# Jestem taka piękna!
Jestem taka piękna! (ang. I Feel Pretty) – amerykański film komediowy z 2018 roku w reżyserii Abby Kohn i Marca Silversteina, wyprodukowany przez wytwórnię STXfilms.
Premiera filmu odbyła się 20 kwietnia 2018 w Stanach Zjednoczonych. Dwa miesiące później, 29 czerwca, obraz trafił do kin na terenie Polski.

## Fabuła
Film opowiada historię Renee Bennett (Amy Schumer), przeciętnej dziewczyny o pełnych kształtach, która mieszka w Nowym Jorku. W mieście pięknych i bogatych czuje się wyobcowana i dyskryminowana – kobiety nią gardzą, mężczyźni nie zauważają, a obsługa barów i restauracji – lekceważy. Pewnego dnia Renee idzie na zajęcia fitness, uderza się w głowę i traci przytomność. Kiedy dochodzi do siebie, spogląda w lustro i stwierdza, że jest oszałamiająco piękna. Dziewczyna zaczyna nabierać pewności siebie, staje się śmiałą, zalotną i energiczną kobietą.

## Obsada
- Amy Schumer jako Renee Bennett
- Michelle Williams jako Avery LeClaire
- Emily Ratajkowski jako Mallory
- Rory Scovel jako Ethan
- Aidy Bryant[3] jako Vivian
- Busy Philipps[3] jako Jane
- Naomi Campbell jako Helen
- Lauren Hutton[3] jako Lily LeClaire
- Tom Hopper[3] jako Grant LeClaire
- Sasheer Zamata[3] jako Tasha
- Adrian Martinez[3] jako Mason

## Odbiór

### Zysk
Z dniem 24 czerwca 2018 roku film Jestem taka piękna! zarobił 48,8 milionów dolarów w Stanach Zjednoczonych i Kanadzie oraz 39,6 milionów dolarów w pozostałych państwach; łącznie 88,4 miliona dolarów w stosunku do budżetu produkcyjnego 32 milionów dolarów.

### Krytyka
Film Jestem taka piękna! spotkał się z mieszaną reakcją krytyków. W serwisie Rotten Tomatoes 32% ze stu osiemdziesięciu pięciu recenzji filmu jest pozytywne (średnia ocen wyniosła 5,1 na 10). Na portalu Metacritic średnia ocen z 44 recenzji wyniosła 47 punktów na 100.

### Nagrody i nominacje
| Rok  | Miejsce                    | Nagroda       | Kategoria                | Odbiorcy i nominowani | Wynik     |
| ---- | -------------------------- | ------------- | ------------------------ | --------------------- | --------- |
| 2018 | Teen Choice Awards 2018    | Teen Choice   | Ulubiona komedia         | Jestem taka piękna!   | nominacja |
| 2018 | Teen Choice Awards 2018    | Teen Choice   | Ulubiona aktorka komedii | Amy Schumer           | nominacja |
| 2018 | MTV Movie & TV Awards 2018 | Złoty Popcorn | Najlepsza rola komediowa | Amy Schumer           | nominacja |